# گلیانه
گلیانه (به انگلیسی: Gulyana) یک شهر در پاکستان است که در پنجاب واقع شده‌است.